# Tournant du siècle

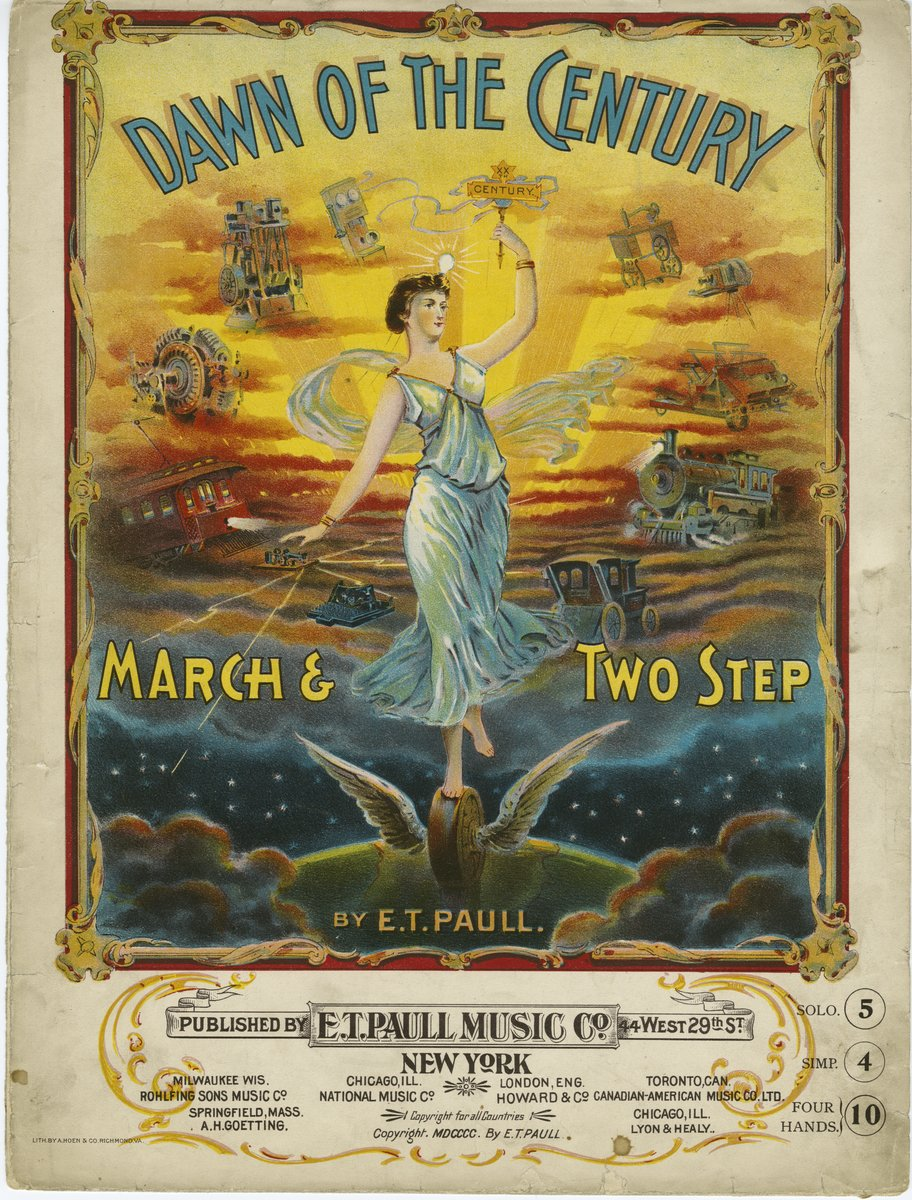
Une couverture d’un recueil de partitions datant de 1900 reflétant l’optimisme d'une époque éprise de progrès technique.

Le tournant du siècle désigne le passage d'un siècle à un autre. Le terme est le plus souvent utilisé pour indiquer une période située juste avant ou juste après le début d'un siècle ; par exemple, si l'on décrit un évènement comme ayant eu lieu « au tournant du XVIIIe siècle », cela signifie qu'il s’est déroulé quelque part autour de l'année 1701. Dans les faits, l'expression tournant du siècle désigne une période approximative qui va de dix ans avant à dix ans après l'année de changement de siècle.
Quand aucun siècle en particulier n’est mentionné, l’expression fait souvent référence à la transition du XIXe siècle au XXe siècle (1890-1914) : un roman parlant du tournant du siècle en Angleterre fait référence à ce pays aux alentours de 1900. Sans aucune autre précision, l'expression correspond donc à ce que l'on appelle en français la Belle Époque. Cependant, il n'existe aucune convention formelle sur le sens précis de ce terme : le « tournant du XIXe siècle » pourrait donc aussi signifier le tournant du XIXe siècle au XXe siècle. Il est donc recommandé d’utiliser l’expression « tournant du siècle » en indiquant clairement  de quelle transition il est question.

## Origine de l'expression
Apparue en français au XXe siècle, l'expression tournant du siècle provient vraisemblablement de l'anglais turn of the century. Malgré ses origines anglaises potentielles, l'expression tournant du siècle est aujourd'hui attestée sans critique par les dictionnaires généraux les plus récents, dont le dictionnaire Usito, qui suggère que l'expression est employée de manière standard en France comme au Québec.